# Chaetonotus silvaticus
Chaetonotus silvaticus is een buikharige uit de familie Chaetonotidae. De wetenschappelijke naam van de soort werd in 1963 voor het eerst geldig gepubliceerd door Varga. De soort wordt in het ondergeslacht Chaetonotus geplaatst.